# Formuladeildin 2011
La Formuladeildin 2011 (detta anche Vodafonedeildin per motivi di sponsorizzazione) è stata la 69ª edizione della massima divisione del calcio faroese. La stagione è iniziata il 9 aprile e si è conclusa il 21 ottobre. Il B36 Tórshavn ha vinto il titolo per l'ottava volta.

## Formula
Le 10 squadre partecipanti si sono affrontate tre volte, per un totale di 27 giornate.

La squadra campione delle Isole Fær Øer ha ottenuto il diritto a partecipare alla UEFA Champions League 2012-2013 partendo dal primo turno preliminare.

La vincitrice della Coppa nazionale è stata ammessa alla UEFA Europa League 2012-2013 partendo dal secondo turno preliminare.

Le squadre classificate al secondo e terzo posto sono state ammesse alla UEFA Europa League 2012-2013 partendo dal primo turno preliminare. Dato che la seconda classificata, l'EB/Streymur ha vinto la Coppa nazionale, il suo posto è andato alla quarta classificata.

Le ultime due classificate sono retrocesse direttamente in 1. deild.

## Squadre partecipanti
| Club            | Città        | Stadio            | Posizione 2010       |
| --------------- | ------------ | ----------------- | -------------------- |
| 07 Vestur       | Sandavágur   | á Dungasandi      | 1º posto in 1. deild |
| B36 Tórshavn    | Tórshavn     | Stadio Gundadalur | 6º posto             |
| B68 Toftir      | Toftir       | Svangaskarð       | 7º posto             |
| B71 Sandur      | Sandur       | Inni í Dal        | 8º posto             |
| EB/Streymur     | Streymnes    | Við Margáir       | 2º posto             |
| HB Tórshavn     | Tórshavn     | Stadio Gundadalur | Campione             |
| ÍF Fuglafjørður | Fuglafjørður | Fløtugerði        | 4º posto             |
| KÍ Klaksvík     | Klaksvík     | Injector Arena    | 2º posto in 1. deild |
| NSÍ Runavík     | Runavík      | Stadio Runavík    | 3º posto             |
| Víkingur Gøta   | Norðragøta   | Stadio Serpugerði | 5º posto             |

## Classifica
|                    | Pos. | Squadra         | Pt | G  | V  | N | P  | GF | GS | DR  |
| ------------------ | ---- | --------------- | -- | -- | -- | - | -- | -- | -- | --- |
| Fær Øer (bandiera) | 1.   | B36 Tórshavn    | 67 | 27 | 21 | 4 | 2  | 63 | 28 | +35 |
|                    | 2.   | EB/Streymur     | 60 | 27 | 19 | 3 | 5  | 66 | 33 | +33 |
|                    | 3.   | Víkingur Gøta   | 59 | 27 | 18 | 5 | 4  | 62 | 31 | +31 |
|                    | 4.   | NSÍ Runavík     | 41 | 27 | 11 | 8 | 8  | 58 | 47 | +11 |
|                    | 5.   | KÍ Klaksvík     | 34 | 27 | 10 | 4 | 13 | 48 | 50 | -2  |
|                    | 6.   | B68 Toftir      | 32 | 27 | 9  | 5 | 13 | 44 | 44 | 0   |
|                    | 7.   | ÍF Fuglafjørður | 28 | 27 | 8  | 4 | 15 | 36 | 44 | -8  |
|                    | 8.   | HB Tórshavn     | 26 | 27 | 7  | 5 | 15 | 46 | 56 | -10 |
|                    | 9.   | 07 Vestur       | 24 | 27 | 6  | 6 | 15 | 30 | 65 | -35 |
|                    | 10.  | B71 Sandur      | 11 | 27 | 3  | 2 | 22 | 25 | 80 | -65 |

Legenda:

      Campione delle Isole Fær Øer e ammessa alla UEFA Champions League 2012-2013

      Ammesse alla UEFA Europa League 2012-2013.

      Retrocesse in 1. deild 2012

## Risultati
|                 | 07V     | B36     | B68     | B71     | EBS     | HB      | ÍF      | KÍ      | NSÍ     | Vík     |
| --------------- | ------- | ------- | ------- | ------- | ------- | ------- | ------- | ------- | ------- | ------- |
| 07 Vestur       | ––––    | 0-3 2-3 | 0-1     | 2-1 2-2 | 1-7     | 1-0     | 1-0     | 3-3 2-2 | 4-6     | 1-1     |
| B36 Tórshavn    | 1-0     | ––––    | 1-0     | 4-1 2-1 | 1-0 1-2 | 4-1 3-2 | 1-1 3-0 | 4-1     | 4-3     | 2-0     |
| B68 Toftir      | 1-1     | 2-2 2-3 | ––––    | 3-1     | 1-0 3-2 | 0-0 1-0 | 3-4 0-1 | 3-0     | 1-1     | 1-2     |
| B71 Sandur      | 2-0     | 2-3     | 0-5 0-3 | ––––    | 1-2     | 0-2     | 1-4     | 0-6 0-1 | 1-6 1-3 | 0-3 1-4 |
| EB/Streymur     | 1-0 2-1 | 2-1     | 3-2     | 5-1 1-0 | ––––    | 3-1     | 1-0     | 2-0 3-0 | 2-2 5-1 | 2-1 3-3 |
| HB Tórshavn     | 5-0 4-1 | 1-3     | 3-3     | 2-0 5-0 | 3-2 3-4 | ––––    | 3-1     | 1-4 1-3 | 0-0     | 1-2 2-2 |
| ÍF Fuglafjørður | 1-2     | 1-1     | 3-1     | 1-2 3-2 | 0-4 0-2 | 3-0 7-1 | ––––    | 0-1     | 1-1     | 1-2     |
| KÍ Klaksvík     | 1-2     | 0-2 0-3 | 3-1 5-3 | 1-2     | 1-3     | 2-2     | 2-0     | ––––    | 1-2 5-1 | 0-1 1-4 |
| NSÍ Runavík     | 9-0 1-0 | 2-3 1-2 | 1-0 2-1 | 1-1     | 2-2     | 2-1     | 1-1 1-2 | 3-3     | ––––    | 0-1     |
| Víkingur        | 1-1 5-1 | 1-1 0-2 | 2-1 4-1 | 3-2     | 2-1     | 3-1     | 1-0 4-0 | 2-1     | 3-2 1-2 | ––––    |

## Classifica marcatori
| Gol |  |  | Giocatore           | Squadra         |
| --- |  |  | ------------------- | --------------- |
| 20  |  |  | Finnur Justinussen  | Víkingur        |
| 17  |  |  | Klæmint Olsen       | NSÍ Runavík     |
| 15  |  |  | Łukasz Cieślewicz   | B36 Tórshavn    |
| 14  |  |  | Kristoffur Jacobsen | KÍ Klaksvík     |
| 13  |  |  | Arnbjørn Hansen     | EB/Streymur     |
| 13  |  |  | Christian Jacobsen  | NSÍ Runavík     |
| 13  |  |  | Clayton Soares      | 07 Vestur       |
| 12  |  |  | Jákup á Borg        | B36 Tórshavn    |
| 12  |  |  | Christian Muomaife  | ÍF Fuglafjørður |
| 11  |  |  | Símun Samuelsen     | HB Tórshavn     |
| 10  |  |  | Hjalgrím Elttør     | KÍ Klaksvík     |
| 10  |  |  | Leif Niclasen       | EB/Streymur     |

## Verdetti
- Campione delle Isole Fær Øer:  B36 Tórshavn
- In UEFA Champions League 2012-2013:  B36 Tórshavn (al primo turno di qualificazione).
- In UEFA Europa League 2012-2013:  EB/Streymur (al secondo turno di qualificazione),  Víkingur Gøta e  NSÍ Runavík (al primo turno di qualificazione).
- Retrocesse in 1. deild:  07 Vestur e  B71 Sandur